# Metacirolana joanneae
Metacirolana joanneae är en kräftdjursart som först beskrevs av Schultz1966.  Metacirolana joanneae ingår i släktet Metacirolana och familjen Cirolanidae. Inga underarter finns listade i Catalogue of Life.